# Muzeum Martyrologii w Bielsku Podlaskim
Muzeum Martyrologii w Bielsku Podlaskim – muzeum z siedzibą w Bielsku Podlaskim. Placówka działa w budynku Zespołu Szkół nr 4 im. Ziemi Podlaskiej.
Muzeum powstało w 1969 roku z inicjatywy władz miasta i dyrekcji ówczesnego Technikum Rachunkowości Rolnej, przy wsparciu Związku Bojowników o Wolność i Demokrację oraz Wojewódzkiego Obywatelskiego Komitetu Ochrony Pomników Walki i Męczeństwa. Wystrój sal oraz eksponaty zostały przygotowane i dostarczone przez Muzeum Wojska w Białymstoku. Mieści się ono w pomieszczeniach, w których w latach 1941-1944 mieściła się siedziba miejscowego Gestapo oraz więzienie śledcze.
Muzealna ekspozycja mieści się w trzech pomieszczeniach: celi głównej, celi pojedynczej oraz korytarza. W celi głównej oraz korytarzu umiejscowiono wystawę, ukazującą organizację hitlerowskiegp aparatu terroru na tych ziemiach oraz pamięć po więźniach-członkach ruchu oporu. W ramach ekspozycji zobaczyć można narzędzia tortur oraz wykonaną przez więźniów flagę polską. Natomiast cela pojedynka została zrekonstruowana i wyposażona w typowe sprzęty (m.in. pryczę i taboret).
Zwiedzanie muzeum jest możliwie po uprzednim uzgodnieniu.